# Dark Planet: Battle for Natrolis
Dark Planet: Battle for Natrolis (рус. Тёмная планета) — компьютерная игра в жанре стратегии в реальном времени, разработанная компанией Edgies и выпущенная Ubisoft Entertainment для Microsoft Windows в 2002 году. В России игра была выпущена компанией Руссобит-М в апреле 2002 года.

## Сюжет
Сюжет игры повествует о событиях, проходящих на планете Натролис. На ней тысячелетиями существовала раса ящероподобных существ — Соринов, которая властвовала на ней и поддерживала равновесие с помощью магических сил.
Но появление флота колонистов с планеты Земля пробудило и третью сторону надвигающегося конфликта — сверхразвитую расу насекомых — Дрилов, поднявшихся из глубин ядра планеты.

## Игровой процесс
В процессе игры, мы можем создавать различные войска и постройки, добывать ресурсы и сражаться с компьютерным противником для победы.

### Игровые расы
Всего существуют 3 расы, доступные игроку:
- Колонисты с Земли — основной упор сделан на технологии будущего и новейшие оружейные разработки,
- Сорины — раса сильна в использовании магии,
- Дрилы — обладают самыми сильными созданиями.

Бомбардировщики колонистов атакуют Сорианскую постройку

Каждая из них отличается юнитами и сооружениями, а также технологиями.

### Ресурсы
В игре существует 6 вида ресурсов.
- Камень.
- Кристаллы.
- Энергия.
- Дерево.
- Коконы.
- Вера.

Они используются для постройки войск, сооружений и проведения исследований.
Каждая раса использует два основных вида ресурса и один уникальный.
Соответственно:
- Колонисты используют камень, кристаллы и энергию
- Сорины используют камень, дерево и молитвы
- Дрилы используют дерево, кристаллы и коконы.

Некоторые виды ресурсов добываются каждой из рас уникальными способами. (Люди добывают энергию роботами, Сорины — молитвами, а Дрилы — захватом жертв в коконы)

### Однопользовательский режим
В первом случае можно сыграть в:
- 3 игровые кампании, каждая из которых посвящена одной из игровых фракций;
- сражения с компьютером, где можно выбрать карту, количество игроков и расу.

### Многопользовательский режим
В многопользовательском режиме существует несколько видов игры:
- Захват флага
- Доминирование
- Кампания

## Рецензии
| Сводный рейтинг | Сводный рейтинг |
| Агрегатор       | Оценка          |
| --------------- | --------------- |
| GameRankings    | 58,94 %         |

### Зарубежная игровая критика
Всемирно известный популярный игровой ресурс GameSpot дал игре оценку в 5,6 баллов из 10. Журналист Том Чик, писавший обзор игры, похвалил интересную атмосферу в игре и её графику. Также журналист тепло отозвался о высоком разнообразии мультиплеерных режимов. К минусам обозреватель причислил плохо сделанный интерфейс.
Журналисты известнейшего сайта IGN.com поставили игре оценку 7,5 из 10 баллов. Обозреватель отметил слабый сюжет игры и то, что в разных компаниях игровые миссии для рас сделаны на одинаковых картах миссий. Однако он похвалил графику, заявив, что «Единственной вещью, держащей игровую атмосферу или интерес к игре, является красивый трёхмерный движок». Также были отмечены спецэффекты и вдохновение, с которым были созданы игровые создания. Вердикт обозревателей: «Если бы игра игралась также красиво, как выглядела. Но это не так.»

### Отечественная игровая пресса
Крупнейший российский портал игр Absolute Games поставил игре 75 %. Обозреватель отметил интересный игровой процесс и трёхмерную графику. Вердикт: "DP — игра высокого качества, безусловный графический шедевр, Expendable среди толп RTS. Но слишком уж сильна конкуренция в этом жанре, слишком велико значение традиций и брэндовых ассоциаций. Возможностей пробиться к вершине пирамиды потребительских симпатий немного. Соседям по стратегическому цеху достаточно лишь обновить старые добрые движки с любимыми именами (чем они, кстати сказать, в большинстве своем и заняты в настоящий момент), чтобы вновь собрать у прилавков толпы фанатов. Авторам же DP для перевода своего детища из разряда «ПО для демонстрации возможностей „крутого“ железа» придется сделать гораздо больше. Но шансы все-таки есть".
Журнал Игромания поставил игре 5.5 баллов из 10-ти, сделав следующее заключение: «Разработчики также постарались максимально разнообразить расы, и — в известной степени это получилось. Но лучше всего у них получилось склепать ужасный интерфейс, выступающий в роли раковины, в которую Dark Planet прячется от игрока. Борьба с непокорной камерой, юнитами и панелью управления изнуряет невероятно, и даже симпатичная трёхмерная графика не способна заставить проходить игру дальше третьей миссии.». Локализация игры была оценена журналом на 10 балов по 10-й шкале."Не успели мы опубликовать рецензию на оригинальную Dark Planet: Battle For Natrolis, как подоспела локализация от отечественного издателя «Руссобит-М». Средняя по замыслу, но симпатичная по реализации RTS получила практически безупречный перевод.".